# Nova Maïatchka
Nova Maïatchka (ukrainien : Нова Маячка, russe : Новая Маячка) est une commune urbaine de l'oblast de Kherson, en Ukraine. Elle compte 6 685 habitants en 2021.